# الجلالية
الجلالية أسرة تتواجد في العراق وسبزوار في إيران والهند وباكستان تنتسب إل جلال الدين بن عبد المطّلب بن علي.

## أعلامهم
1. إبراهيم، جلال الدين: أبو نصر (وإليه ينسب آل الجلالي)
2. عبد المطلب، عميد الدين الثالث، أبو الحرث:
3. عليّ، شمس الدين الثالث: وهو أوّل من هاجر من العراق إلى سبزوار توفّي سنة 836 هـ. كان نقيب سبزوار وله بها أولاد.
4. محمّد، شرف الدين: توفي في هرات مسافراً فنقل أولاده جثمانه إلى سبزوار، ودفن في جوار (الحسن) من احفاد الإمام الكاظم.
5. عليّ النقيب، شمس الدين الرابع.
6. مير حسين السبزواري المختاري.
7. مراد شاه السبزواري، (وهو مراد شاه الأول).
8. حسين، وهو أوّل من انتقل إلى كشمير، توفي بعد سنة 1103 هـ.
9. مراد شاه السبزواري الجلالي (وهو مراد شاه الثاني).
10. حيدر شاه الجلالي.
11. أحمد شاه الجلالي.
12. محمّد الوزير الجلالي.
13. قاسم الجلالي: وهو أوّل من نقل الأُسرة إلى كربلاء المقدّسة قبل عام 1289 هـ.
14. الحجة عليّ الجلالي: ولد في كربلاء سنة 1290 وتوفّي فيها يوم الجمعة 7 جمادى الأولى سنة 1367 هـ وشيّع تشييعاً مهيباً من داره في محلّة باب الخان، ودفن بالصحن الحسيني الشريف.
15. الحجة محسن الجلالي: ولد بكربلاء سنة 1330 هـ، وتوفي فيها فجر السبت 20 صفر 1396 هـ، وشيّعه جمعٌ غفيرٌ من العلماء وأهالي كربلاء في موكب عظيم من زوّار الحسين في كربلاء وحُمل إلى النجف، وصلّى عليه الإمام الخوئي ودفن في الصحن الشريف للإمام علي.
16. محمّد تقي الجلالي: ولد بكربلاء سنة 1355 ه ـواستشهد في بغداد، 2 شهر رمضان سنة 1402 هـ بعد اعتقال دام أكثر من 9 أشهر، ونقل سرّاً إلى النجف، وصلّى عليه الشهيد محمّد تقي الخوئى ودفن في وادي السلام.